# Шестиково
Ше́стиково (рос. Шестыково, башк. Шестыков) — село (у минулому присілок) у складі Бірського району Башкортостану, Росія. Входить до складу Сусловської сільської ради.
Населення — 217 осіб (2010; 181 у 2002).
Національний склад:
- татари — 51 %
- башкири — 44 %